# Радиотеодолит

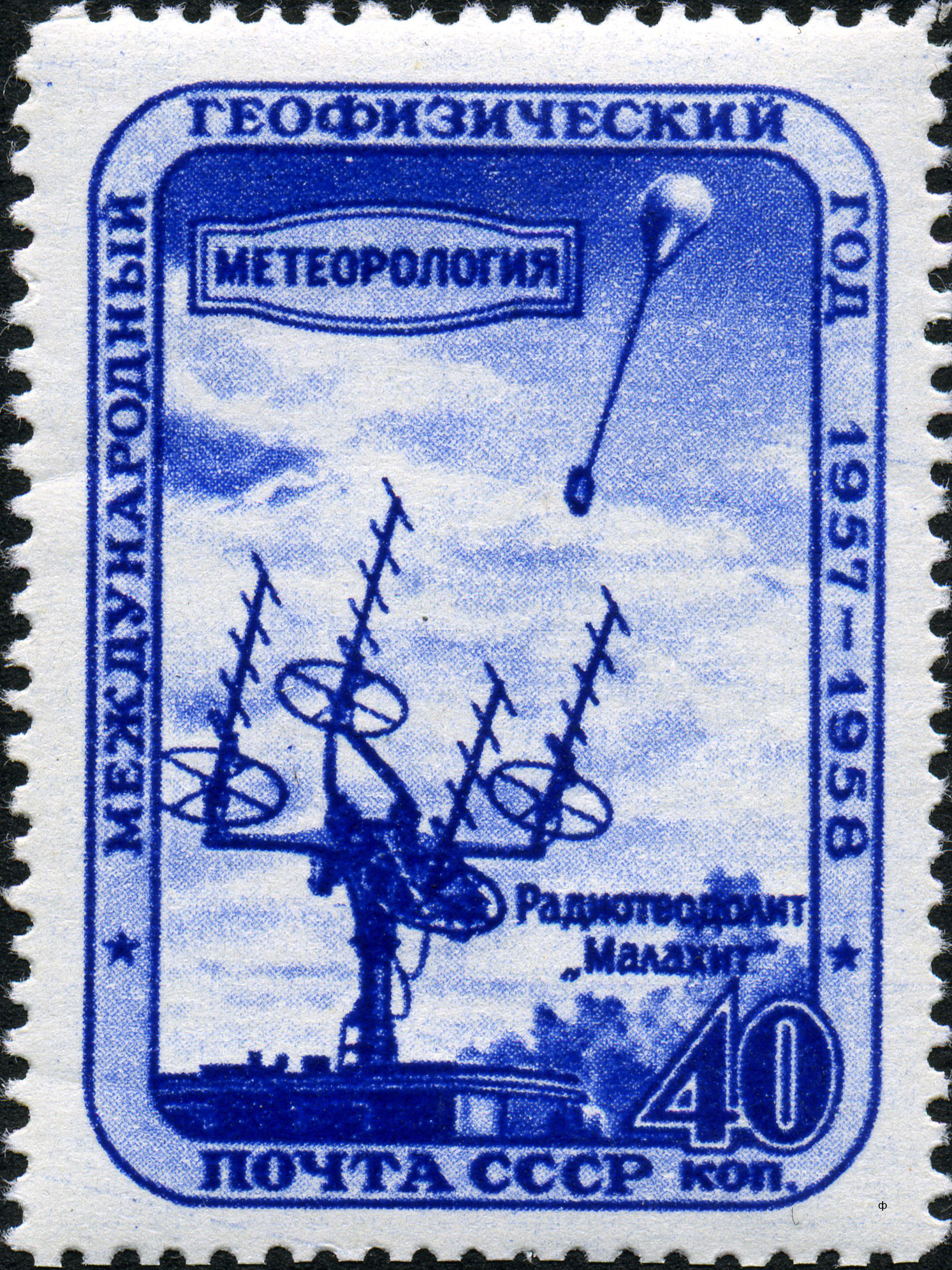
Радиотеодолит «Малахит» на почтовой марке СССР, 1958 г.

Радиотеодоли́т — радиоустройство для определения направления на радиозонд или шар-пилот, снабжённый радиопередатчиком.

## Общие сведения
Радиотеодолит является разновидностью пеленгатора, используемого для определения азимута и угла места пеленгуемого радиопередатчика, находящегося на радиозонде. Одновременно радиотеодолит позволяет принимать с радиозонда информацию о температуре, давлении и влажности воздуха, а также, интенсивности космических лучей на большой высоте и концентрации озона. Кроме того, современные радиотеодолиты, использующие компьютерные технологии, по перемещениям радиозонда, вычислением определяют направление и скорость ветра.

## Использование радиотеодолитов
Радиотеодолиты используют преимущественно в метеорологии, в том числе, в военной. Их роль особенно важна для случаев значительного удаления объекта наблюдения или облачности, когда невозможно непосредственное визуальное слежение с помощью обычных теодолитов. Кроме того, их применяют для настройки точной ориентировки сложных антенн.